# سيدني لونغ
سيدني لونغ (بالإنجليزية: Sydney Long)‏ هو رسام أسترالي، ولد في 20 أغسطس 1871 في غولبرن في أستراليا، وتوفي في 1955 في ساوث كنزنغتون في المملكة المتحدة.